# Муралевич В'ячеслав Степанович
В'ячесла́в Степа́нович (Стефа́нович) Мурале́вич (10 грудня 1881, Київ — 1942?)  — вчений і педагог, що народився в Україні. Співробітник Зоологічного музею Московського державного університету ім. М. В. Ломоносова, професор, фахівець з багатоніжок. Засуджений у 1920 році за справою «Тактичного центру».

## Життєпис
Народився у Києві, дитячі роки провів у Таврійській губернії. У 1899 році поступив на перший курс природничого відділення Московського університету. Тут він став учнем Г. О. Кожевнікова, російського зоолога, географа та еколога. У 1901 році зібрав гербарій в околицях Севастополя.
У 1907 році майбутній вчений став викладачем приватної гімназії В. В. Ломоносової у Москві. Наступного року він вже є позаштатним асистентом Московського університету і як такий у 1909 році на Севастопольській біологічній станції збирав польовий матеріал по дрібних ракоподібних з роду Spheroma.
У 1909—1910 роках В'ячеслав Степанович обробляв у Зоомузеї Московського університету колекцію багатоніжок з Кавказу. Відтоді він почав спеціалізуватися як зоолог на вивченні саме цієї групи тварин. Одночасно він вів практичні заняття із студентами з зоології безхребетних. Як науковець описував нові для науки таксони тварин. Починаючи з 1911 року В. Муралевич входив до складу Комісії з вивчення фауни Московської губернії. У 1912 році він стає асистентом кафедри зоології за штатом університетського Зоомузею. Того ж року за рекомендацією знаних вчених-ентомологів (М. Я. Кузнєцова, В. Ф. Болдирєва, Г. Г. Якобсона) його обирають дійсним членом Російського ентомологчного товариства. У 1913 році він передав до Зоомузею колекцію комах з Амурської залізниці. Він чимало зусиль доклав до створення каталогів музею, що обіймали різні групи водяних безхребетних тварин.
Починаючи з 1917 року В. С. Муралевич активно працював у складі легальних російських організацій — «Спілки трудової інтелігенції» та «Спілки громадських діячів» (виникла у серпні 1917 року). Ці дві спілки, разом з іншими структурами навесні 1919 року створили організацію «Тактичний центр». Вона мала на меті об'єднати, координувати та спрямовувати діяльність антибільшовицьких організацій, що увійшли до її складу. У серпні 1920 року «Тактичний центр» було розкрито каральними органами радянської влади.
Власне, єдиним реальним звинуваченням стосовно В. Муралевича було те, що він, начеб-то, за завданням «заколотників», підготував проект майбутнього розвитку народної освіти. Проте, на суді Муралевич стверджував, що йдеться про рукопис його статті для журналу «Народна школа», який він передав одному з лідерів «Тактичного центру» для ознайомлення.
Муралевича засудили до розстрілу, але цей вирок замінили умовним строком ув'язнення на 5 років і звільнили у залі суду.
У 1923 році В'ячеслав Степанович читав лекції з «Основ сучасного природознавства» як професор Державного інституту журналістики. У 1927 році він обіймав одночасно посади професора 1-го Московського державного університету і співробітника Російського історичного музею.

### Сім'я
- Батько — Степан Киприанович Муралевич (1856—1941?) навчався на медичному факультеті Київському національному університеті імені Т. Г. Шевченка. У березні 1878 року виключений на два роки за участь у студентських заворушеннях. У 1881 році закінчив університет. У 1900-х роках працював міським лікарем у Феодосії[14]. 22 червня 1905 разом з двома представниками міської влади поднімався на борт панцерника «Потьомкін» і вів перемовини із повсталими[15]. Загинув від рук нацистів в окупованій Феодосії[16].
- Брат Вадим Степанович Муралевич (1883—?) — год член партії кадетів (1906—1917) мав медичну освіту[17]. В 1927 году зазначений як лікар-терапевт, при цьому ще й працював у Педагогичному технікумі імені Л. Д. Троцького[13]. У 1933 році припинив займатися медициною, цілком перейшовши на педагогічну працю[17]. Викладав физику[18] на робітфаці імені Бухарина[19]. 9 квітня 1933 року заарештований у справі так званої "Контрреволюційной націоналістичної фашистської організації «Партія відродження Росії». 26 июля 1933 засуджений до заслання у Казахстан на три роки[18]. (За цією ж справою засуджений також Флоренський Павло Олександрович). Вадим Муралевич реабілітований. Його слідча справа № П-52043 зберігається у Державному архіві Російської Федерації.
- Донька Єлізавета Муралевич проживала у Москві[20]. Єлізавета Муралевич (по-батькові не вказано), «15 років, — донька засланого за шкідництво професора», згадується у доповідній Ягоди Генриха Григоровича Сталіну у 1935 році[21].

### Спірна інформація
Деякі відомості стосовно «В. С. Муралевича» напевне відносяться до його молодшого брата Вадима Муралевича, який, зрозуміло, мав такі самі ініціали та прізвище. Зокрема, повідомлялося, що «зоолога і фізика» В. С. Муралевич в 1933 році присудили до трирічного заслання до Казахстану. Насправді ж, ймовірніше, що це інформація про лікаря за освітою Вадима Мурилевича. Невідомо, хто з двох братів проводив бесіди по московському радіо в циклі «Мозг і душа» у лютому 1928 року. В'ячеслав разом із братом Вадимом неодноразово згадуються у документах по справі «Партії відродження Росії», проте відомостей, що арештували та допитували В'ячеслава, немає.
У Зоологічному інституті РАН зберігається невеличка колекція комах, павуків та інших членистоногих, зібрана 1934 року у околицях Чимкенту і підписана прізвищем «Мурилевич» без вказання ініціалів.
Відомості про те, що В'ячеслав Муралевич помер у 1942 році у засланні, також вимагають підтвердження. Наразі можна вважати, що остання достовірна згадка про В'ячеслава Муралевича датована 1927 роком (див. вище)

## Таксони, описані В.С.Муралевичем
- Pachyiulus foetidissimus Muralevicz, 1907
- Scolopendra media (Muralewicz, 1926)
- Scolopendra subspinipes gastroforeata (Muralevicz, 1913) — Філіппіни
- Scolopendra subspinipes fulgurans Muralevicz, 1913
- Scutigera oxypyga Muralewitsch, 1910
- Cormocephalus gervaisianus spelicomis Muralevitsch, 1926
- Lithobius rufus Muralevitsch, 1926
- Hessebius megapus Muralevitsch 1907

## Наукові та науково-популярні праці
- Muralewitsch W., Myriapoden gesammelt von der Expedition nach der Halbinsel Kanin im Jahre 1902 // Zoologischer Anzeiger. Vol. 30. 1906 P. 66-69
- Муралевич В. С. К фауне Myriapoda Шнекой губернии. // Тр. студенческого кружка для исследований русской природы при Моск. ун-те. 1907. No 3. С. 94-98.
- Muralewitsch W., Zwei neue Arten von Scutigera aus der Mandschurei // Zoologischer Anzeiger. Vol. 31. 1907 no. 8. P. 240—243
- Muralewitsch W. S., Zur Myriapodenfauna des Kaukasus Muralewitsch // Zoologischer Anzeiger. Vol. 31. 1907 P. 329—351
- Muralewitsch W. S. 1910 «[Uebersicht über die Myriopodengauna des Kaukasus. Teil I. ]» Mitteilungen des Kaukasischen Museum 5(1): 1-80
- Муралевич Вяч. С. «Новые течения в биопсихологии» // Словарь Венгерова (1912).
- Муралевич В. С. К фауне Myriopoda Смоленской губернии // Русск. энтомол. обозр. — 1913а. — Т. 13. — № 1. — С. 95-98.
- Muralewitsch W. S., Einige Bemerkungen über aussereuropäische Scolopendriden. // Zoologischer Anzeiger Vol. 41. 1913. P. 195—202
- Сатунин К. А., Берг Л. С., Кириченко А. Н., Муралевич В. С., 1913. Фауна Черно-морского побережья Кавказа (Fauna Littoris Orientalis Ponti Euxini) // Труды Об-ва изучения Черноморского побережья, т. 2. — С.-Петербург. 248 с.
- Муралевич Вяч. Листопад // Смена № 38, Сентябрь 1925
- Муралевич Вяч. Военные хитрости природы // Смена № 39, Октябрь 1925
- Muralewitsch W. S. 1926 Neue Lithobius- und Henicops-Arten, // Zoologischer Anzeiger. 67: 218—220;
- Muralewitsch W. S. 1926. Übersicht über die Chilopodenfauna des Kaukasus. II. Mitteilung, // Zoologischer Anzeiger. 69: 27-44
- Муралевич В. С., Каптерев П. Н. Происхождение и развитие земли и жизни на земле. Москва: Труд и книга,, 1928. — 176 с.
- Муралевич В. С. проф. Произошел ли человек от обезьяны. [М.]: «Атеист», [1929]. — 56 с.
- Муралевич B. C. Scutigeridae и Lithobiidae кавказской фауны // Мем. зоол. отд. об-ва ест., антр. и этногр. 1929. — Вып. 4. — С. 1—112.